# Contre-la-montre féminin aux championnats du monde de cyclisme sur route 1999
Navigation
1998 2000
Le contre-la-montre féminin des championnats du monde de cyclisme sur route 1999 a lieu le 5 octobre 1999 à Trévise, en Italie, sur une distance de 25,8 km. Il est remporté par la Néerlandaise Leontien van Moorsel.

## Classement
|                                    | Coureur              | Pays             |    | Temps          |
| ---------------------------------- | -------------------- | ---------------- | -- | -------------- |
| Médaille d'or, Coupe du Monde      | Leontien van Moorsel | Pays-Bas         | en | 32 min 31 s 87 |
| Médaille d'argent, Coupe du Monde  | Anna Wilson          | Australie        |    | 4 s 57         |
| Médaille de bronze, Coupe du Monde | Edita Pučinskaitė    | Lituanie         |    | 31 s 75        |
| 4.                                 | Zulfiya Zabirova     | Russie           |    | 37 s 53        |
| 5.                                 | Hanka Kupfernagel    | Allemagne        |    | 49 s 78        |
| 6.                                 | Judith Arndt         | Allemagne        |    | 50 s 07        |
| 7.                                 | Clara Hughes         | Canada           |    | 51 s 36        |
| 8.                                 | Diana Žiliūtė        | Lituanie         |    | 51 s 81        |
| 9.                                 | Jeannie Longo        | France           |    | 54 s 71        |
| 10.                                | Kathy Watt           | Australie        |    | 1 min 8 s 45   |
| 11.                                | Marion Clignet       | France           |    | 1 min 10 s 41  |
| 12.                                | Elizabeth Emery      | États-Unis       |    | 1 min 18 s 67  |
| 13.                                | Emily Robbins        | États-Unis       |    | 1 min 24 s 81  |
| 14.                                | Dori Ruano           | Espagne          |    | 1 min 27 s 74  |
| 15.                                | Tracey Gaudry        | Australie        |    | 1 min 37 s 16  |
| 16.                                | Yvonne McGregor      | Royaume-Uni      |    | 1 min 39 s 42  |
| 17.                                | Solrun Flatås        | Norvège          |    | 1 min 40 s 79  |
| 18.                                | Mari Holden          | États-Unis       |    | 1 min 44 s 47  |
| 19.                                | Valentina Polkhanova | Russie           |    | 1 min 45 s 68  |
| 20.                                | Lyne Bessette        | Canada           |    | 1 min 59 s 35  |
| 21.                                | Lenka Ilavská        | Slovaquie        |    | 1 min 59 s 37  |
| 22.                                | Antonella Bellutti   | Italie           |    | 2 min 5 s 62   |
| 23.                                | Mirjam Melchers      | Pays-Bas         |    | 2 min 6 s 41   |
| 24.                                | Tatiana Stiajkina    | Ukraine          |    | 2 min 22 s 78  |
| 25.                                | Bogumiła Matusiak    | Pologne          |    | 2 min 28 s 87  |
| 26.                                | Susanne Ljungskog    | Suède            |    | 2 min 37 s 06  |
| 27.                                | Jenny Algeud         | Suède            |    | 2 min 41 s 31  |
| 28.                                | Anke Erlank          | Afrique du Sud   |    | 2 min 41 s 34  |
| 29.                                | Chantal Beltman      | Pays-Bas         |    | 2 min 52 s 91  |
| 30.                                | Paola Pezzo          | Italie           |    | 3 min 31 s 25  |
| 31.                                | Zinaida Stahurskaia  | Biélorussie      |    | 3 min 36 s 42  |
| 32.                                | Kirsty Nicole Robb   | Nouvelle-Zélande |    | 3 min 38 s 90  |
| 33.                                | Tatsiana Makeyeva    | Biélorussie      |    | 4 min 14 s 91  |
| 34.                                | Miho Oki             | Japon            |    | 4 min 17 s 36  |
| 35.                                | Valentyna Karpenko   | Ukraine          |    | 4 min 21 s 68  |
| 36.                                | Dorota Czynszak      | Pologne          |    | 4 min 58 s 21  |
| 37.                                | Fatma Galiulina      | Ouzbékistan      |    | 5 min 29 s 36  |
| 38.                                | Veronika Pare        | Hongrie          |    | 5 min 48 s 35  |
| 39.                                | Alena Peterková      | Tchéquie         |    | 5 min 54 s 07  |